# Armas Launis
Armas Launis (22. dubna, 1884 – 7. srpna, 1959), byl finský hudební skladatel, etnomuzikolog, profesor, spisovatel a novinář. Narodil se ve finském městě Hämeenlinna.

## Hudební skladatel
Armas Launis byl primárně operním skladatelem. Za svůj život složil 10 oper (jak libreto, tak hudbu), z nichž některé byly hrány:
- ve Finsku: "Sedm bratrů" (1913) – první finskou operní kritiku – a "Kullervo" (1917), obě jako celojevištní projekci, a také koncertní představení "Aslak Hetta" v roce 2004 v hale Finlandia ve finských Helsinkách, režírované Sakarim Oramou.
- ve Francii: jevištní představení Kullervo (1940, Nice, Palais de la Méditerranée) s rádiovým přenosem v rádiích Paris-Inter a Radio Monte-Carlo (1938–1940). Krátká verze opery "Jehudith" byla také odvysílána v roce 1954 (Paris-Inter).

Armas Launis psal také komorní hudbu, kantáty, skládal pro sbor i pro orchestr a také složil hudbu pro první finský enografický film "Svatba v Karélii, zemi poezie" (1921).

## Etnomuzikolog
Launis byl jedním z prvních finských vzdělanců, který se zabýval folkovou hudbou a sbíral ji. Byl velmi liberální, vášnivě zapálený pro cestování, které podnikal sám, a vždy ochotný potkávat nové lidi. Cestoval do  Laponska (1904, 1905, 1922), Kainuu (1902), Ingrie (1903, 1906), Karélie (1902, 1905) a Estonska (1930). Na všech těchto místech se rád seznamoval s místními lidmi, dlouze si s nimi povídal a zapisoval si místní oblíbené melodie. Launis také nahrával slavné zpěváky, smuteční pěvce a hráče na kantele. Rozuměl bohatství a energii zpívané poezie spolu s důležitostí folklóru. Jeho četné publikace a korpus sesbíraných děl je stále uznávaný a používaný – jde o cenné příspěvky do společného dědictví finského národa.
V pozdějších letech cestoval Launis po Severní Americe a začal se zajímat o arabskou, berberskou a beduínskou hudbu. Tyto vlivy lze rozpoznat v jeho pozdějších dílech, obzvláště v operách Théodora a Jéhudith.

## Profesor
Launis získal své Ph.D roku 1911 a pracoval jako profesor na Helsinské univerzitě, kde učil hudební analýzu a kompozici. Své studium dokončil v Berlíně s Wilhelmem Klattem a ve Výmaru s Waldemarem von Baußnernem. Poněvadž měl Launis obavy o všeobecnou dostupnost hudebního vzdělání, založil a do roku 1930 i řídil první oblíbené konzervatoře ve Finsku – z nichž všechny stále fungují.

## Novinář
Launis se přes veškeré cestování snažil udržovat kontakt s rodnou zemí a pravidelně přispíval do různých finských periodik včetně Helsingin Sanomat, Uusi Suomi a Suomen Kuvalehti. Launis je také spoluzakladatelem a bývalým aktivním členem Sociéte de la presse étrangère de la Côte d'Azur (Asociace zahraničního tisku na Azurovém pobřeží), a byl také novinářem pro Association française d'expansion et d'échanges artistiques (Francouzská asociace pro vývoj uměleckých výměn).
Roku 1930 se Launis napevno usadil ve francouzském Nice, kde strávil zbytek svého života. Aktivně se tak účastnil v hudebních a kulturních výměnách mezi Francií a Finskem.

## Dílo

### Opery
- Sedm bratrů (1913)
- Kullervo (1917)
- Aslak Hetta (1922)
- Píseň čarodějnice (1934)
- Šátek z Karélie (1937)
- Léto, jež nikdy nepřišlo (1936)
- Jehudith (1937–1940)
- Bylo nebylo (1939)
- Theodora (1939)
- Zmrzlé plameny (1957)

### Knihy
- Über Art, Entstehung und Verbreitung des estnisch – finnischen Runenmelodien (1910)
- Ooppera ja puhenäytelmä:muutamia vertailevia piirteitä (1915)
- Esivanhempieni muisto 1500–1900 (1921)
- Aslak Hetta: 3-näytöksinen ooppera (libretto 1921)
- Kaipaukseni maa. Lapinkävijän muistoja (1922)
- Murjaanien maassa (1927)
- Suomen maaseutukaupunkien kansankonservatoriot (1927)
- Erään turunmaalaisen saaristolaisuvun vaiheita (1929)
- Tunturisävelmia etsimässä. Lapissa 1904 ja 1905. (Minna-Riikka Järvinen 2004)